# شبرا أوسيم
قرية شبرا وسيم هي إحدى القرى التابعة لمركز كوم حمادة في محافظة البحيرة في جمهورية مصر العربية. حسب إحصاءات سنة 2006، بلغ إجمالي السكان في شبرا وسيم 7590 نسمة، منهم 3876 رجل و3714 امرأة، ومن أعلامها رفعت جبريل رئيس جهاز المخابرات المصرية الأسبق.

## التاريخ
قرية شبرا أوسيم من القرى القديمة، واسمها الأصلي وقت الفتح الإسلامي لمصر جبرو منيسين (بالإنجليزية: Jebro Menesine)‏، وقد وردت باسم شبرا وسيم في أعمال حوف رمسيس ضمن قرى الروك الصلاحي التي أحصاها ابن مماتي في كتاب قوانين الدواوين، كما وردت باسم شبرى وسيم في أعمال البحيرة ضمن قرى الروك الناصري التي أحصاها ابن الجيعان في كتاب «التحفة السنية بأسماء البلاد المصرية». وفي العصر العثماني كان اسمها في تربيع سنة 933هـ/1527م الذي أجراه الوالي العثماني سليمان باشا الخادم في عصر السلطان العثماني سليمان القانوني شبرا وسيم ضمن قرى ولاية البحيرة، وفي تاريخ 1228هـ/1813م الذي عدّ قرى مصر بعد المسح الذي قام به محمد علي باشا باسم شبرا أوسيم ضمن قرى مديرية البحيرة.